# Институт за ръкописи на Азербайджан
Институтът за ръкописи на Азербайбжан е научен център на Азербайджанската национална академия на науките.
Намира се в историческа сграда на бившето руско мюсюлманско училище за момичета „Императрица Александра“.
Занимава се с научноизследователска, архивна и библиотечно-научна дейност, осъществява събиране, систематизация, проучване, превод и публикуване на средновековни ръкописи.

## История
Предпоставки за основаването на Института се появяват още през 1924 г., когато на азербайджанския Регионален конгрес, проведен в Баку, е прието решение за създаване на научна библиотека със специален отдел, посветен на древните ръкописи и редки книги. Първоначално библиотеката е в Изследователския съюз на Азербайджан, а по-късно е включена в Литературния институт „Низами“.
През 1950 г. към Националната академия на науките на Азербайджан е създадена Републиканска фондация за ръкопис, а през 1986 г. на основата на тази фондация е създаден Институтът по ръкописи на Националната академия на науките на Азербайджан. Институтът носи името на Мохамед Фузули от 1996 г.
Институтът по ръкописи има богата и рядка колекция ръкописи, обхващаща всички области на средновековните науки – медицина и астрономия, математика и минералогия, поетика и философия, теология и право, граматика, история и география, проза и поезия на азербайджански, турски, арабски и др.
В Института по ръкописи са събрани повече от 40 000 материала, от които около 12 000 са арабографски ръкописи, написани или пренаписани през IX – XX век. Освен това институтът е съхранил лични документи на видни дейци на науката и литературата на Азербайджан, живели през XIX-XX век, исторически документи, стари печатни книги, вестници и списания от предишни периоди, микрофилми и фотографии. Най-старият ръкопис в Института е Сура Ан-Ниса, написана на пергамент през IX век.
Копията на произведения като „Медицински закони“ на Абу Али Ибн Сина, „За хирургията и хирургическите инструменти“ и „Тридесетият трактат“ на Абул-Гасим аз-Захрави, „Хранителни продукти на Низамшах“, „Гюлшани-раз“ на шейх Махмуд Шабустари, „Диван” от Насими, „Бустан“ на Сади, са най-древните ръкописи, съхранени в Института по ръкописи.
В Института също така се поддържат най-ценни ръкописни произведения като „Варга и Гюлша“ от Юсиф Мада, „Юсиф и Зулейха“ от Сули Фагих.
През 2005 – 2017 г. 4 азербайджански ръкописа са включени в регистъра „Памет на света“ на ЮНЕСКО.
От януари 2015 г. Институтът по ръкописи е член на Асоциацията на международните ислямски ръкописи, която е създадена в Британския университет в Кеймбридж. (TIMA)

## Структура
В Института по ръкописи има 11 отдели, лаборатория и др.
Научноизследователски отдели
- Отдел за изследване на турски ръкописи
- Отдел за изследване на арабски ръкописи
- Отдел за изследване на персийски ръкописи
- Отдел за изследване на лични архиви
- Отдел за мултидисциплинарни и издадени книги
- Отдел за международни отношения
- Отдел за електронни ресурси
- Отдел за научни фондове
- Отдел за библиотечна и научна информация
- Катедра по библиология и библиография
- Научноизследователска лаборатория по хигиена и възстановяване

Други звена
- Отдел за образование
- Отдел за връзки с обществеността
- Отдел „Счетоводство“
- Отдел „Човешки ресурси“
- Общ отдел

Институтът по ръкописи се занимава със събиране, систематизиране, съхраняване, каталогизиране, дигитализиране, библиографиране, проучване, въвеждане, популяризиране и публикуване на материалните образци (турски, персийски, арабски ръкописи, литографски книги, историко – археологически документи, лични архиви).

## Ръководство
- Директор: академик Теймур Керимли
- Заместник-директори:
  - Паша Каримов – заместник-директор по науката
  - Айбениз Алиева-Кенгарли – заместник-директор по науката
  - Гурбан Гумбатов – заместник-директор по общи въпроси
- Научен секретар: к.фил.н. Азизага Наджафов